# Тяньцзиньская телебашня
Тяньцзиньская телебашня находится в городе Тяньцзинь, Китай. Общая высота башни составляет 415,2 метров. 

## История
Башня была построена в 1991 году. На высоте 253 метра располагается обзорная площадка, которая используется в настоящее время в основном для аппаратуры связи. На высоте 257 метров находится вращающийся ресторан. Тяньцзиньская телебашня является членом международной организации «Всемирная федерация высотных башен».